# Lista odcinków serialu animowanego Kick Strach się bać
W tym artykule znajduje się lista odcinków wraz z opisami serialu animowanego Kick Strach się bać emitowanego w Polsce na kanale Disney XD.

## Serie
| Sezony | Odcinki | Pierwsza emisja  | Ostatnia emisja   | Pierwsza emisja  | Ostatnia emisja  |
| ------ | ------- | ---------------- | ----------------- | ---------------- | ---------------- |
| 1      | 20      | 13 lutego 2010   | 25 listopada 2010 | 17 kwietnia 2010 | 17 kwietnia 2011 |
| 2      | 32      | 30 kwietnia 2011 | 2 grudnia 2012    | 10 września 2011 | 8 grudnia 2012   |

## Seria 1
| 1 | Dead Man’s Drop Stumped                       | Zbocze śmierci Pokaz                     | 13 lutego 2010       | 17 kwietnia 2010  |
| Zbocze śmierci: Brad próbuje przeszkodzić Kickowi w pokonaniu „Zbocza śmierci”. Pokaz: Kick stara się wystąpić w zawodach Monster Trucków wraz ze swoim idolem Billym Kikutem. |                                               |                                          |                      |                   |
| 2 | If Books Could Kill There Will Be Nachos      | Zabójcze książki Będą nachosy            | 13 lutego 2010       | 18 kwietnia 2010  |
| Zabójcze książki: Kick chce odzyskać książkę, którą Gunther przypadkowo oddał do biblioteki zamiast swojej. Będą nachosy: Brad urządza imprezę, na którą nie wpuszcza Kicka i Gunthera. |                                               |                                          |                      |                   |
| 3 | Kicked Out Kick the Habit                     | Wynocha Rzucić nałóg                     | 20 lutego 2010       | 24 kwietnia 2010  |
| Wynocha: Kick i Gunther walczą z Bradem, Horacym i Packiem o teren odnaleziony przez Kicka. Rzucić nałóg: Kick musi wytrzymać całą dobę bez wyczynów kaskaderskich. |                                               |                                          |                      |                   |
| 4 | Knocked Out Not Without My Cereal             | Nokaut Bez płatków nie wyjdę             | 27 lutego 2010       | 25 kwietnia 2010  |
| Nokaut: Kick dostaje przypadkowo od Gunthera i pada nieprzytomny na 20 minut przed ważnymi zawodami. Bez płatków nie wyjdę: Kick próbuje odzyskać płatki, które ukradła mu Brianna. |                                               |                                          |                      |                   |
| 5 | Kickasaurus Wrecks Battle for the ‘Snax’      | Kickozaurus rzęch Bitwa o karczmę        | 6 marca 2010         | 5 czerwca 2010    |
| Kickosaurus rzęch: Kick zostaje maskotką miejscowego zespołu futbolowego. Bitwa o karczmę: Kick pomaga rodzinie Gunthera w utrzymaniu ich restauracji. |                                               |                                          |                      |                   |
| 6 | Obsession: For Kick Flush and Release         | Obsesja Spuść wodę i daj wolność         | 13 marca 2010        | 12 czerwca 2010   |
| Obsesja: Nowa uczennica Ika zostaje największą fanką Kicka. Nie podoba się to Guntherowi. Spuść wodę i daj wolność: Kick, Gunther i pan Vickle szukają wielkiej złotej rybki w miejscowym jeziorze. |                                               |                                          |                      |                   |
| 7 | Snowpolcalypse! According to Chimp            | Śniegokalipsa Szympans wie lepiej        | 20 marca 2010        | 19 czerwca 2010   |
| Śniegokalipsa: Autobus szkolny wpada w zaspę. Kick i Gunther szukają sposobu na wydostanie pasażerów. Szympans wie lepiej: Kick i Gunther odnajdują szympansa, którego próbują przygarnąć. |                                               |                                          |                      |                   |
| 8 | Runaway Recital Trike X-5                     | Recital na gigancie Trike X-5            | 27 marca 2010        | 26 czerwca 2010   |
| Recital na gigancie: Kick próbuje połączyć przymusową grę na pianinie i wyczyny kaskaderskie. Trike X-5: Brianna zabiera stary rower Kicka, by wygrać w konkursie na Małą Różową Miss. |                                               |                                          |                      |                   |
| 9 | Drop Kick Box Office Blitz                    | Pojedynek Misja Kino                     | 1 maja 2010          | 7 sierpnia 2010   |
| Pojedynek: Kick trenuje sztuki walki, by pokonać Brada. Misja Kino: Kick stara się dostać do kina na film „Rock Callahan Zombie Motocross”. |                                               |                                          |                      |                   |
| 10 | Those Who Camp, Do Dog Gone                   | My kempingowcze Zaginął pies             | 8 maja 2010          | 20 listopada 2010 |
| My kempingowicze: Podczas wycieczki kempingowej Kick i Brad gubią się w dżungli. Zaginął pies: Kick i Gunther zajmują się Oskarem, psem sąsiadki. |                                               |                                          |                      |                   |
| 11 | Dad’s Car The Treasure of Dead Man Dave       | Samochód Taty Skarb Truposza Dave’a      | 15 maja 2010         | 21 sierpnia 2010  |
| Samochód taty: Kick robi rysę na samochodzie ojca i nie chce, by on ją zobaczył. Skarb Truposza Dave’a: Kick opowiada w szkole o swojej przygodzie w kopalni. Nota: Epizod „Skarb Truposza Dave’a” był początkowo emitowany z dźwiękiem niezgodnym z emisją (2 razy powtarzał się dźwięk odpowiadający drugiej części odcinka). 2 marca 2011 roku pierwszy raz wyemitowano odcinek z poprawnie zsynchronizowanym dźwiękiem. |                                               |                                          |                      |                   |
| 12 | For the Love of Gunther Father From the Truth | Zakochany Gunther Prawdziwy Ojciec       | 22 maja 2010         | 28 sierpnia 2010  |
| Zakochany Gunther: Gunther zakochuje się w Ice. Prawdziwy Ojciec: Kick wstydzi się swojego ojca, więc angażuje Wade’a w swój plan mający temu zapobiec. |                                               |                                          |                      |                   |
| 13 | Mellowbrook Drift Gift of Wacky               | Wyścig Prezent dla Iki                   | 21 czerwca 2010      | 13 grudnia 2010   |
| Wyścig: Kick i Ronaldo ścigają się ze sobą na gokartach. Prezent dla Iki: Kick pomaga Ice w zorganizowaniu urodzin. |                                               |                                          |                      |                   |
| 14 | Exposed! Wade Against The Machine             | Golas Wade walczy z systemem             | 21 czerwca 2010      | 2 marca 2011      |
| Golas: Kick traci swój kask i rezygnuje z kaskaderki. Wade walczy z systemem: Wade dostaje awans, ale to mu się nie podoba, więc Kick i Gunther pomagają mu w powrocie do starej roboty, co jednak przynosi odwrotny skutek. |                                               |                                          |                      |                   |
| 15 | Things That Make You Go Boom! Kyle Be Back    | To co nas kręci Powrót Kyle’a            | 9 sierpnia 2010      | 17 kwietnia 2011  |
| To co nas kręci: Kick i Brad walczą o bilet na Hawaje. Powrót Kyle’a: Do Kicka przyjeżdża jego znienawidzony kuzyn, Kyle i stara się go pozbyć. |                                               |                                          |                      |                   |
| 16 | Rank of Awesome A Very Buttowski Mother’s Day | Ranking Czadowości Dzień Matki           | 2 października 2010  | 8 stycznia 2011   |
| Ranking czadowości: Kick chce dostać się na 1 miejsce w „Rankingu czadowości”. Dzień matki: Kick i Brad walczą o względy matki w jej święcie. |                                               |                                          |                      |                   |
| 17 | Abandon Friendship! Braking the Grade         | Koniec przyjaźni Gorsze stopnie          | 23 października 2010 | 27 grudnia 2010   |
| Koniec przyjaźni: W wyniku wyczynu Kicka rodzice jego i Gunthera zakazują mu spotykania się z ich synem. Gorsze stopnie: Kick nie che, by ojciec zobaczył jego kartę ocen, bo zależy mu na pójściu na „Demolkoderby”. |                                               |                                          |                      |                   |
| 18 | Dancing With a Enemy Tattler’s Tale           | Tańcząc z Wrogiem Opowieść o skarżypycie | 30 października 2010 | 14 sierpnia 2010  |
| Tańcząc z wrogiem: Kick z okazji zajęć na w-fie ma tańczyć z Kendall, której nie znosi. Opowieść o skarżypycie: Kickowi nie podoba się, że jego sąsiadka donosi na wszystkie dzieciaki w okolicy. Nota: Ten odcinek miał pierwszą premierę w Polsce. |                                               |                                          |                      |                   |
| 19 | Morning Rush A Fist Full of Ice Cream         | Poranny ruch Uratować lody               | 6 listopada 2010     | 20 grudnia 2010   |
| Poranny ruch: Kick ma zamiar odrobić zaległe prace domowe z 2 miesięcy w drodze do szkoły. Uratować lody: Kick stara się odzyskać lody zamówione przez matkę na urodziny jego ojca. Nota: Początkowo odcinek ten był emitowany bez podawania polskich tytułów. |                                               |                                          |                      |                   |
| 20 | Frame Story And... Action!                    | Kto wrobił Kicka? I... akcja!            | 25 listopada 2010    | 12 kwietnia 2011  |
| Kto wrobił Kicka?: Kick zostaje wrobiony w wyczyn kaskaderski wewnątrz szkoły. I... akcja: Kick zakochuje się w dublerce w znanym serialu. |                                               |                                          |                      |                   |

## Seria 2
| 21 | Mow Money Love Stinks!                      | Koszenie kasy Miłość Śmierdzi!          | 30 kwietnia 2011                          | 10 września 2011     |
| Koszenie kasy: Kick i Gunther walczą o ostatni bilet na występ Rocka Callaghana. Miłość Śmierdzi: Kick próbuje ostrzec Brada przed jego nową dziewczyną, która wcale go nie kocha i ma zamiar go upokorzyć przed całym tłumem. |                                             |                                         |                                           |                      |
| 22 | Kickin’ Genes Clothes Call                  | Czadowe geny Nowe ciuchy                | 7 maja 2011                               | 10 września 2011     |
| Czadowe geny: Kick odkrywa kaskaderską przeszłość swojej matki. Nowe ciuchy: Kick idzie z matką do centrum handlowego. |                                             |                                         |                                           |                      |
| 23 | Clean... to the Extreme Stand and Delivery  | Porządek na maksa Dowóz gratis          | 14 maja 2011                              | 18 września 2011     |
| Porządek na maksa: Kick niszczy piłkarzyki ojca Gunthera. Dowóz gratis: Kick zostaje kurierem w „Karczmie Pod Toporem”. |                                             |                                         |                                           |                      |
| 24 | Switching Gears Garage Banned               | Nowy sprzęt Garażowa kapela             | 21 maja 2011                              | 24 września 2011     |
| Nowy sprzęt: Kick walczy w zawodach BMX’ów. Garażowa kapela: Kick walczy w bitwie kapel. |                                             |                                         |                                           |                      |
| 25 | Truth or Daredevil                          | Lekcja rodzinnej historii               | 19 czerwca 2011                           | 1 października 2011  |
| Dziadek opowiada Kickowi o jego przygodach w wojsku. |                                             |                                         |                                           |                      |
| 26 | Sold! Faceplant!                            | Sprzedany Mordacz                       | 25 czerwca 2011                           | 8 października 2011  |
| Sprzedany: Kick próbuje wyłudzić zegar od Iki dla Gunthera. Mordacz: Kick bierze udział w teleturnieju „Mordacz”. |                                             |                                         |                                           |                      |
| 27 | Stumped Again The Kick Stays in the Picture | Kolejny pokaz To rola dla Kicka         | 9 lipca 2011                              | 22 października 2011 |
| Kolejny pokaz: Kick stara się pomóc jednocześnie Guntherowi i Billy Kikutowi w 2 różnych miejscach. To rola dla Kicka: Kick chce mieć swoje zdjęcie na billboardzie. |                                             |                                         |                                           |                      |
| 28 | Hand in Hand Luigi Vendetta!                | Skazani na siebie Luigi Vendetta        | 16 lipca 2011                             | 23 października 2011 |
| Skazani na siebie: Kick i Kendall mają sklejone ręce i starają się je rozkleić, przy okazji unikając gapiów, którzy uznając ich za parę zaszkodziliby ich reputacjom. Luigi Vendetta: Kick chce zemsty na Bradzie, więc wysyła do niego Luigiego Vendettę, by ten się nim zajął.                                                                                                   |                                             |                                         |                                           |                      |
| 29 | Pool Daze Live-in Wade                      | Basenowy szał Współlokator              | 25 lipca 2011                             | 29 października 2011 |
| Basenowy szał: Kick walczy o to, by on i reszta dzieciaków mogli się dostać do publicznego basenu. Współlokator: Wade zostaje wyrzucony przez macochę z domu, więc Kick zaprasza go do siebie, aby miał gdzie mieszkać. |                                             |                                         |                                           |                      |
| 30 | Kart to Kart Kyle 2.0                       | Gokartowe szaleństwo Kyle 2.0           | 25 lipca 2011                             | 19 listopada 2011    |
| Gokartowe szaleństwo: Kick wyzywa Gordona na wyścig gokartowy. Kyle 2.0: Kyle znowu odwiedza Kicka i przeszkadza mu w wygraniu konkursu radiowego. |                                             |                                         |                                           |                      |
| 31 | Gym Dandy Detained                          | Szkolny sport Skazańcy                  | 23 września 2011                          | 15 stycznia 2012     |
| Szkolny sport: Kick próbuje wstąpić do jakiejś drużyny sportowej, by nie musieć chodzić na WF. Skazańcy: Pani Chicarelli zostaje wicedyrektorem szkoły Kicka. |                                             |                                         |                                           |                      |
| 32 | You’ve been Brad’d Sleepover                | ZaBradowany Nocowanie                   | 22 października 2011 15 października 2011 | 3 lutego 2012        |
| ZaBradowany: Brad założył stronę internetową, na której poniża Kicka sabotażem jego wyczynów. Nocowanie: Kick i Gunther chcieliby obejrzeć film w telewizji, ale Brianna urządza pidżama party i zabiera telewizor. |                                             |                                         |                                           |                      |
| 33 | Kick or Treat Dead Man’s Roller Coaster     | Kick albo psikus Upiorna kolejka górska | 24 października 2011                      | 10 marca 2012        |
| Kick albo psikus: Kick dostaje od kolegów zadanie zdobyć słodycze w domu, z którego podobno nikt jeszcze nie wrócił. Upiorna kolejka górska: Kick i Gunther odkryli opuszczony park rozrywki, który okazuje się nawiedzony. Nota: Jest to specjalny odcinek o tematyce Halloweenowej.                                                                                              |                                             |                                         |                                           |                      |
| 34 | Brad’s Room Dude, Where’s My Wade?          | Pokój Brada Stary, gdzie mój Wade?      | 29 października 2011 5 listopada 2011     | 10 lutego 2012       |
| Pokój Brada: Kiedy Kick przypadkiem zniszczył swój pokój, musi na czas remontu dzielić pokój z Bradem. Stary, gdzie mój Wade?: Kick i Gunther szukają Wade’a, któremu grozi wyrzucenie z pracy. |                                             |                                         |                                           |                      |
| 35 | Sister Pact Shh!                            | Pakt z siostrą Sza!                     | 12 listopada 2011 19 listopada 2011       | 10 marca 2012        |
| Pakt z siostrą: Rok temu Kick obiecał, że znajdzie Briannie nowego partnera do tańca kwalifikacyjnego. Nie wywiązał się jednak z tej obietnicy, więc postanawia sam zostać jej partnerem. Sza!: Kick szuka zbiegłego zwierzaka nieznanego gatunku, który zabunkrował się w bibliotece.                                                                                             |                                             |                                         |                                           |                      |
| 36 | K Nein Bromance                             | Pies Braterska miłość                   | 3 grudnia 2011 24 marca 2012              | 15 lipca 2012        |
| Pies: Kick przygarnia pieska i przywiązuje się do niego, przez co musi wybrać między nim a dalszą kaskaderską karierą. Braterska miłość: Brad stara się przekonać nowo poznaną dziewczynę, że on i Kick się lubią, by móc z nią chodzić. |                                             |                                         |                                           |                      |
| 37 | A Cousin Kyle Christmas Snow Problem        | Gwiazdka kuzyna Kyle’a Śnieżny problem  | 6 grudnia 2011                            | 16 grudnia 2012      |
| Gwiazdka kuzyna Kyle’a: Kick próbuje zdobyć prezent świąteczny dla Kyle’a. Śnieżny problem: Cała rodzina Buttowskich oprócz Kicka została uwięziona pod lawiną, a Kick stara się ich ocalić. |                                             |                                         |                                           |                      |
| 38 | Free Gunther Attic-a                        | Uwolnić Gunthera Strych                 | 28 stycznia 2012 14 stycznia 2012         | 10 marca 2012        |
| Uwolnić Gunthera: Kick walczy z ojcem Gunthera o to, by uwolnić Gunthera z aresztu domowego. Strych: Kick, Brad i Harold utknęli w bardzo zimnym strychu. |                                             |                                         |                                           |                      |
| 39 | Sleepy River Wild Power Play                | Senna, dzika rzeka Przedstawienie       | 21 lipca 2012 14 stycznia 2012            | 27 października 2012 |
| Senna, dzika rzeka: Kick wychodzi ze szlaku Sennej Rzeki bocznym wyjściem mimo obietnicy, że razem z nim przepłynie cały szlak. Przedstawienie: Kick chroni Ronaldo przed jakąkolwiek kontuzją przed przedstawieniem „Romeo i Julia”, by nie musieć go zastąpić. |                                             |                                         |                                           |                      |
| 40 | Poll Position Jock Wilder’s Nature Camp     | Wybory Obóz przetrwania Byśka Wildera   | 10 marca 2012 4 lutego 2012               | 27 października 2012 |
| Wybory: Kick wystawia Ikę jako kontrkandydatkę dla Kendall. Obóz przetrwania Byśka Wildera: Kick i Gunther zapisują się na obóz przetrwania. |                                             |                                         |                                           |                      |
| 41 | Swap Meet Bee Awesome                       | Prezent Konkurs językowy                | 11 lutego 2012 19 maja 2012               | 8 września 2012      |
| Prezent: Kick kryje przed matką prezent na rocznicę ślubu rodziców. Konkurs językowy: Kick przystępuje do konkursu językowego. |                                             |                                         |                                           |                      |
| 42 | Trash Talk Nerves of Steal                  | Śmieci Złodziejaszek                    | 18 lutego 2012 30 czerwca 2012            | 15 września 2012     |
| Śmieci: Kick i Gunther próbują udowodnić, że Chuck Garman zaśmieca ich teren. Złodziejaszek: Kick próbuje udowodnić, że nie jest złodziejem. |                                             |                                         |                                           |                      |
| 43 | Goodbye, Gully Bad-Car-Ma                   | Żegnaj, wąwozie Auto-rytet              | 2 grudnia 2012 17 marca 2012              | 1 grudnia 2012       |
| Żegnam, wąwozie: Gordon odbiera miejscówkę Kicka i Gunthera. Auto-rytet: Monique zostaje odholowana. |                                             |                                         |                                           |                      |
| 44 | Bwar and Peace                              | Bohater kraju ojców                     | 7 kwietnia 2012                           | 22 września 2012     |
| Kick z rodziną i Gunther wyruszają do „Kraju Ojców”. Nota: „Kraj Ojców”, o którym jest tu mowa to Norwegia. |                                             |                                         |                                           |                      |
| 45 | Bad Table Manners Petrified!                | Sporny stół Przerażeni                  | 5 maja 2012 13 października 2012          | 10 października 2012 |
| Sporny stół: Kick gra z Haroldem w ping-ponga. Przerażeni: Kick, Brad i Harold próbują przetrwać w namiocie. |                                             |                                         |                                           |                      |
| 46 | Say Cheese Pinch Sitter                     | Uśmiech Opiekunka                       | 6 października 2012 13 maja 2012          | 3 listopada 2012     |
| Uśmiech: Kick, Brad i Brianna próbują zrobić sobie wspólne zdjęcie. Opiekunka: Kendall opiekuje się Kickiem i Bradem. |                                             |                                         |                                           |                      |
| 47 | Brad’s Diary Sew What                       | Pamiętnik Brada Nigdy w życiu           | 23 czerwca 2012 7 lipca 2012              | 29 września 2012     |
| Pamiętnik Brada: Kick próbuje odstawić pamiętnik Brada na miejsce. Nigdy w życiu: Przyjeżdża babcia Kicka. |                                             |                                         |                                           |                      |
| 48 | Big Mouth Last Fan Standing                 | Skarżypyta Fan numer 1                  | 14 lipca 2012 2 grudnia 2012              | 8 grudnia 2012       |
| Skarżypyta: Kick i Gunther pracują dla Małka, by obejrzeć program w telewizji. Fan numer 1: Kick łączy Kyle’a i Ikę. Nota: Pierwszy epizod tego odcinka dubluje się tytułem z drugim epizodem odcinka 18. Jest to spowodowane złym przetłumaczeniem tego tytułu, który tłumaczony dosłownie otrzymałby tytuł „Wielki Małek”.                                                       |                                             |                                         |                                           |                      |
| 49 | Crumbs! Stay Cool                           | Okruszki! Na luzie                      | 4 listopada 2012 21 lipca 2012            | 24 listopada 2012    |
| Okruszki!: Kick nie może pozwolić nikomu na jedzenie ciasteczek. Na luzie: Kick z Brianną niszczą klimatyzację, ale karę dostaje Brad. |                                             |                                         |                                           |                      |
| 50 | Only the Loan-ly Roll Reversal              | Pożyczka Zawrotkowani                   | 28 października 2012 28 lipca 2012        | 17 listopada 2012    |
| Pożyczka: Kick próbuje zebrać pieniądze, które pożyczył od Brianny. Zawrotkowani: Kick rywalizuje z Kendall o miano największego kaskadera w mieście. |                                             |                                         |                                           |                      |
| 51 | Meathead Justice Bwar-Mart                  | Mięśniacki rewanż Bwar-sam              | 4 sierpnia 2012 29 września 2012          | 20 października 2012 |
| Mięśniacki rewanż: Kick ratuje braci DiPazzy i ci starając się odpłacić dług stają się dla niego szczególnie natrętni. Bwar-sam: Kick i Gunther próbują kupić krajalnicę. |                                             |                                         |                                           |                      |
| 52 | Kyle E. Coyote Locked Out Rocked            | Kyle Pędziwiatr Twierdza Tak jak Rock   | 22 września 2012                          | 13 października 2012 |
| Kyle Pędziwiatr: Kick próbuje złapać Kyle’a, który wypił „Gepardzi Ryk”. Twierdza: Kick próbuje dostać się do swojego domu i nikogo nie obudzić. Tak jak Rock: Rock Callaghan i Billy Kikut próbują jako Kick i Gunther ocalić Mellowbrook. Nota: Jedyny odcinek, który składa się z 3 segmentów jest symbolicznym zakończeniem serialu. Każdy segment ma ok. 6 minut i 30 sekund. |                                             |                                         |                                           |                      |